# Choi Sung-eun
Dans ce nom coréen, le nom de famille, Choi , précède le nom personnel Han-chul.
Pour les articles homonymes, voir Choi.
Choi Sung-eun (hangeul : 최성은 ; hanja : 崔成垠 ; RR : Choe Seong-eun ; MR : Ch'oe Sŏng-ŭn) est une actrice sud-coréenne, née le 17 juin 1996 à Séoul.

## Biographie

### Jeunesse et formations
Choi Sung-eun naît le 17 juin 1996 à Séoul.
Jeune, elle s'inscrit à l'école d'Arts de Kaywon (ko) (Séoul) dans le domaine théâtre et cinéma, avant de le poursuivre à l'université nationale des arts de Corée (Séoul) en 2015,,.

### Carrière
En 2017, Choi Sung-eun apparaît, en tant qu'actrice, dans les courts métrages tels que Girls (소녀들, 2017) de Kang San, Eondeok (언덕, 2017) de Jo Hye-jin et I Want to go to Paris (나는 파리에 가고 싶어요, 2018) de Yoo Hye-bin, puis, en juin 2018, dans la pièce Grain in the Blood (피와 씨앗) au Doosan Art Center (두산아트센터), à Séoul. En juillet, grâce à sa pose sur la couverture du magazine universitaire Life Magazine College Tomorrow's 853 ayant attiré l'attention de différentes agences, elle signe son premier contrat avec l'agence SALT Entertainment pour commencer sa carrière.
Début 2019, lors de l'audition, le réalisateur Choi Jeong-yeol la choisit pour le rôle de So Kyeong-joo pour son film Start-up (시동), aux côtés de Ma Dong-seok, Park Jung-min, Jeong Hae-in et Yum Jung-ah. Ce rôle lui vaudra, en mars 2020, une récompense de la meilleure actrice débutante à la cérémonie des Chunsa Film Art Awards.
En avril 2020, elle est choisie pour le rôle principal dans le troisième épisode Joan's Galaxy (우주인 조안) de la série SF8 (en) (에스 에프 에잇), pour la chaîne MBC. À la fin du mai, le premier long métrage Ten Months (en) (십개월의 미래) de Nam Koong-sun, faisant partie du projet de l'université nationale des arts de Corée, dans lequel Choi Sung-eun tient le rôle principal, est présenté dans la section « Korean Cinema » au Festival international du film de Jeonju. En août, elle signe le contrat avec l'agence Ace Factory. Le même mois, elle décide participer à la série procédurale Au-delà du mal (en) (괴물, 2021), dans laquelle elle incarne Yoo Jae-yi, propriétaire d'une boucherie et d'un restaurant, pour la chaîne JTBC. Après sa prestation émouvante, elle est nommée meilleure actrice débutante à la télévision pour ce rôle à la cérémonie des Baeksang Arts Awards en avril 2021.
En avril 2021, Netflix annonce sa participation avec Ji Chang-wook et Hwang In-yeop dans les rôles principaux de la série fantaisiste The Sound of Magic (안나라수마나라, 2022). En août, elle est choisie pour interpréter le rôle principal, celui de Kim Hwa-jin, dans le film policier Gentleman (en) (젠틀맨, 2022) de Kim Kyung-won, aux côtés de Joo Ji-hoon et Park Seong-woong. En octobre, le film indépendant Ten Months (십개월의 미래) de Nam Koong-sun est désormais sorti dans les salles sud-coréenne, dans lequel elle obtientra le prix de la meilleure actrice débutante pour le rôle de Choi Mi-rae à la cérémonie des Buil Film Awards en octobre 2022.
En février 2023, Netflix révèle qu'elle est choisie pour incarner la Belge Marie, ancienne tireuse d'élite, dans le premier long métrage Je m'appelle Loh Kiwan de Kim Hee-jin.

## Filmographie

### Cinéma

#### Longs métrages
- 2019 : Start-up (시동) de Choi Jeong-yeol : So Kyeong-joo
- 2020 : Ten Months (en) (십개월의 미래) de Nam Koong-sun : Choi Mi-rae
- 2022 : Gentleman (en) (젠틀맨) de Kim Kyung-won : Kim Hwa-jin
- 2024 : Je m'appelle Loh Kiwan (로기완) de Kim Hee-jin : Marie

#### Courts métrages
- 2017 : Girls (소녀들) de Kang San[4]
- 2017 : Eondeok (언덕) de Jo Hye-jin[5]
- 2018 : I want to go to Paris (나는 파리에 가고 싶어요) de Yoo Hye-bin : Yeon-yi[6]
- 2019 : Graduation Film (졸업영화) de Heo Seung-hyun : Chae-eun[20]
- 2019 : The Dog Days (파출부) de Lee Ha-eun : Jae-ha[21]
- 2019 : Pus (고름) de Kim Ji-su : Eun-soo[22]
- 2020 : The Wave (파도가 온다) de Song Jin-seok
- 2021 : Nipple War 3 (젖꼭지 3차대전) de Baek Si-won : Chae-eun[23]

### Télévision

#### Séries télévisées
- 2020 : SF8 (en) (에스 에프 에잇) : Yi-oh (saison 1, épisode 3 : Joan's Galaxy (우주인 조안))[24]
- 2021 : Au-delà du mal (en) (괴물) : Yoo Jae-yi
- 2022 : The Sound of Magic (안나라수마나라) : Yoon Ah-yi

## Théâtre
- 2018 : Grain in the Blood (피와 씨앗) de Rob Drummond, mise en scène par Yeo Seon-dong : Automne, au Doosan Art Center (두산아트센터) (Séoul)[7]

## Distinctions

### Récompenses
- Chunsa Film Art Awards 2020 : meilleure actrice débutante pour le rôle de So Kyung-joo dans Start-up[9]
- Buil Film Awards 2022 : meilleure actrice débutante pour le rôle de Choi Mi-rae dans Ten Months[18]

### Nominations
- Buil Film Awards 2020 : meilleure actrice débutante pour le rôle de So Kyung-joo dans Start-up[25]
- Baeksang Arts Awards 2021 : meilleure actrice débutante à la télévision pour le rôle de Yoo Jae-yi dans Beyond Devil[14]
- Baeksang Arts Awards 2022 : meilleure actrice débutante au cinéma pour le rôle de Choi Mi-rae dans Ten Months[26]
- APAN Star Awards 2022 : meilleure actrice débutante pour le rôle de Yoo Jae-yi dans Beyond Devil[27]